# Cadeix-Barnea
Cadeix (hebreu: קָדֵשׁ) o Cadeix-Barnea (קָדֵשׁ בַּרְנֵעַ), fou una ciutat del sud de Palestina. Kadesh vol dir "santa" i barnea "desert de donar tombs".
Fou el lloc on els israelites van arribar quan per fi van entrar a Canaan. Després de donar tombs pel desert durant uns anys es van tornar a reunir a Cadeix, probablement al mateix lloc però ara esmentat com Meribà de Cadeix. Allí va morir Míriam i fou enterrada. Els israelites van alertar a Moisès sobre la manca d'aigua i Moisès va fer brollar aigua d'una pedra (la font Enmishpat). Moisès va enviar una ambaixada al rei d'Edom, demanant pas per les seves terres, però el permís no fou concedit.